# Кегалле
Кегалле або Кегалла (синг. කෑගල්ල; там. கேகாலை) — місто на заході центральної частини Шрі-Ланки, у провінції Сабарагамува. Адміністративний центр однойменного округу, який є одним з двох округів провінції.
Розташоване за 78 км на північний схід від столиці країни, міста Коломбо, і за 40 км на захід від міста Канді, на висоті 300 м над рівнем моря. Населення міста за даними перепису 2012 року становить 17 962 людини.
За 13 км на північний захід від міста розташований притулок для слонів Піннавела, який є популярною визначною пам'яткою серед туристів.